# 肥皂剧
肥皂剧是從英文傳至中文的外來辭彙，通常是指一齣連續很長時間的、虚构的电视剧节目，每周安排为多集连续播出，因此又稱為系列电视连续剧、連續劇（英語：Serial TV series，但“連續劇”一词又可以泛指一切劇情連續的電視節目），另有新興詞狗血劇代指（韓國以走投無路電視劇形容狗血劇），拉丁美洲的Telenovela即以此類型的電視劇為大宗。

## 來源
肥皂劇於1920年代在美國的收音機廣播節目中興起，1940年代移師電視螢幕，大多數肥皂劇都是白天播出。
「肥皂劇」（soap opera）一詞，起源於當年在收音機廣播時於節目間隔時段播放的廣告。因為白天收聽連續劇的聽衆絕大多數都是家庭主婦，所以這些廣告通常都是和洗滌用品有關。當時最主要的廣告贊助廠商就是P&G（寶潔公司），由於這類廣告總是在這類連續劇的間隔播放，於是就慢慢生成“肥皂劇”這個詞，意為“播放肥皂等洗滌產品廣告的情節劇”。今日在美國，肥皂劇的間隔時段仍然播放P&G等的廣告，不過因為收視群擴大，也會放一些諸如皮膚藥、避孕器具等廣告。
亞洲地區方面，台灣、香港、中國大陸、日本、韓國等地亦有肥皂劇的拍攝。在台灣，部分晚間八點播出的長壽台語連續劇會被視為肥皂劇，也就是所謂的「八點檔」，或因劇情常涉及家庭鬥爭，而被戲稱為「家庭倫理劇」。日本則因於午間時段播出的電視劇內容，與英文指稱的肥皂劇相近，因此通稱為「午間劇」（日語：昼ドラマ）。在韓國，多指平日播出的日日劇（韓語：일일극）與週末連續劇（韓語：주말 연속극），日日劇又可分為晨間與晚間兩個時段。

## 概述
肥皂劇聚焦於某个特定社群中多个角色之间的关系。劇中的人物和現實生活的人一樣，不過通常會比愛看此類節目的觀衆更俊美、性感、富有一些。劇中發生的故事也是日常所見所聞的，但通常要更戲劇化。
浪漫、外遇、陰謀、真愛等等情節是肥皂劇的主線，離不開一見鍾情、三角戀愛、多角關係、神祕情人、私生子、外遇、家族鬥爭、企業爭權、婆媳問題等等線索。
人物角色可在無伏筆下隨意出現，也可突然消失；劇情只求有戲劇性，可以不合情理，甚至出現前後矛盾。故經常會出現意想不到的突發事件，比如多年前的一次外遇情人在結婚那天出現，邪惡的雙胞胎是常用手法，喜事通常都會被意外事故打斷等等。而且如果角色死亡卻不播放屍體鏡頭，那有很大可能根本沒有死。有的時候甚至觀眾見到屍體，編劇也會編個理由讓角色復生（例如安排同一演員扮演一個與之前死亡角色樣貌相似的角色，例如張慧儀在《真情》分飾李彩瑤和吳芳貴）。或者根據故事情節需要調整角色（例如隱姓埋名或改名換姓），方便延伸劇情發展（以尋秦記為例，郭羨妮分飾「秦青」與「琴清」，林峯飾演「趙盤」與「嬴政」。宣萱飾演「烏廷芳」與「鳳菲」，江華則飾演「連晉」與「嫪毐」兩個角色）。
肥皂劇拍攝不一定按照播放順序，演員可能無法掌握拍攝內容，甚至劇本在攝影現場才會拿到。出場鏡頭多的主要演員需要比一般戲劇更長時間投入拍攝工作。